# 中央合同庁舎第3号館
中央合同庁舎第3号館（ちゅうおうごうどうちょうしゃだいさんごうかん、英語: Central Government Building No.3）は、東京都千代田区霞が関二丁目にある日本の中央省庁の合同庁舎。

## 概要
鉄骨鉄筋コンクリート、地上11階・地下2階の中央合同庁舎である。主に国土交通省（旧・建設省系）とその関連省庁が入居している。
旧中央合同庁舎第2号館（旧内務省庁舎）が手狭になったため、旧内務大臣官邸の跡地に中央合同庁舎第3号館として建設されることになり、1966年（昭和41年）に完成した。建築面積は7,810平方メートル、延べ面積は70,111平方メートルである。旧中央合同庁舎第2号館から建設省が、丸の内の旧鉄道省庁舎から運輸省がそれぞれ移転してきたが、庁舎の使用調整により、1973年（昭和48年）に8階建から11階建に増築されている。
大臣などの首脳陣の部屋は、建設省は3号館3階に大臣、政務次官、事務次官、技監の部屋が置かれ、運輸省は3号館5階に大臣、政務次官、事務次官、運輸審議官の部屋が置かれていた。
中央省庁再編により、国土交通省が設立された際には、旧運輸省と旧建設省が陣取っていた3号館と、東隣に建設中だった新2号館の一部が割り振られたが、旧運輸省と旧建設省との間で、大臣や政務官、事務次官の部屋をどの階に配置するかで抗争となった。工事や引っ越しでの利便性を考えるなら、国交省の首脳陣の部屋は3階か5階にまとめることが望ましかったが、旧運輸省と旧建設省の双方が「一方の階にすると、移動する側が相手の省に吸収された印象になる」と主張して譲らず、結局は中間にあたる4階に新設されることになった。
庁舎の出入り口は歩車分離の考えに基づいて設計されており、西側（正面玄関）が車の入り口、南側が歩行者の入り口となっている。南隣の中央合同庁舎第2号館（国土交通省のうち旧運輸省系の部局が入庁）とは地下の連絡通路を通じてセキュリティチェックなしで行き来が出来、第2号館経由で地下鉄霞ケ関駅と直結している。2000年（平成12年）から2002年までに行われた免震レトロフィット工事により、耐震補強がなされた。

## 入居機関
- 国土交通省
  - 観光庁
  - 海上保安庁